# المرأة العربية في الحرب
أدت النساء العربيات دورًا محوريا في الحروب التي خاضتها العرب عبر التاريخ، شملت تضميد الجرحى واستنهاض همم الجيش، وتشجيعهم على الثأر، وتوفير الماء للمقاتلين، والإشراف على الأسرى، بالإضافة إلى تجهيز المؤونة لهم وأحيانًا المشاركة في القتال وقيادة المعركة. وقد ذكرن أحيانًا باسم بنات طارق، ويقصد بها فتيات يحرضن قبائلهن في الحروب الكبرى، يعود اسم طارق إلى نجم بنفس الاسم وقد أُختير لشرفه وعلوه، فيما تربط بعض المصادر الاسم بالطقوس والكهانة. ومن أشهر بنات طارق: الخنساء المضرية، اليمامة بنت كليب، زرقاء اليمامة، أم قرفة الغطفانية، هند الكندية.
شاركت بنات طارق على الهوادج في يوم ذي قار ومحرضات لهم بقولهن:

## المُغَطِّيات
تسمى أيضًا الوقاعات والسّفارة، وتمارسها النساء في حالة قيام قبيلة بالإغارة على قبيلة أخرى لا طاقة لها بالحرب، فيطلبون السلم ويرسلون وفدًا يدعى وفد المغطيات لطلب السلام من المهاجمين، وعادة ما يتكون الوفد من علية القبيلة وعددهن ما بين اثنتين إلى أربعة، يمتطين أجود أنواع الجمال وعلى هوادج مزينة. غالبًا يوافق المهاجمون على طلبهن ويجنحون للسلم والانسحاب. وقد حدثت مع الملك عبدالعزيز بن عبدالرحمن آل سعود عندما حاصر قوة إخوان من أطاع الله في هجرة الأرطاوية فخرج منها وفد المغطيات مكون من بنات قائد الجماعة فيصل الدويش، فعفا الملك عبدالعزيز عنه وسحب قواته.

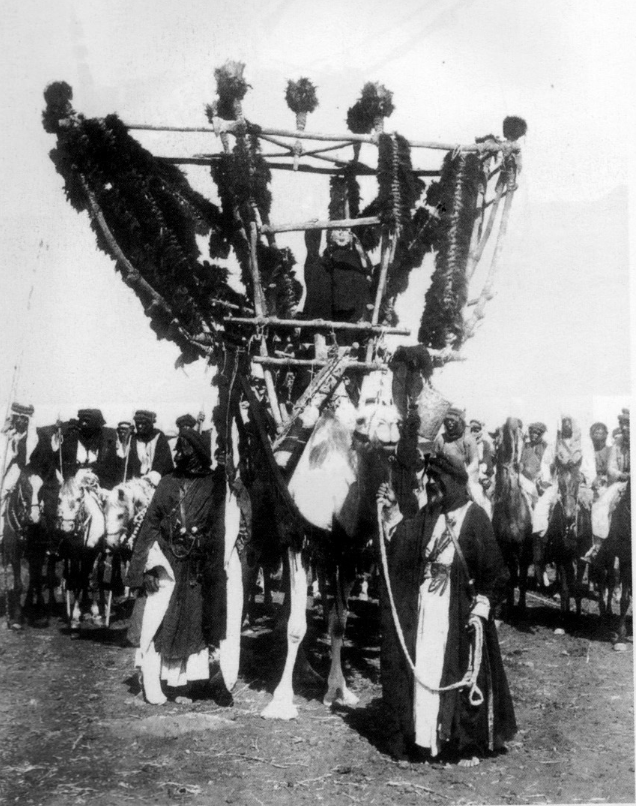
غزو عشيرة الرولة ويظهر في المقدمة مركب أبو دهور المزين بريش النعام عام 1927م

## العطفة أو العمارية
تقليد شعبي حربي تقوم به نساء العرب بهدف تشجيع أفراد القبيلة على الحرب. ويختلف المسمى بينهما باختلاف الجمل والزينة والتجهيزات. في حالة العمارية يكتفى أن تمتطي الفتاة على أي جمل وأي هودج دون اشتراط ولا مواصفات محددة، أما العطفة فلها مواصفات ومقاييس محددة، كما أن للفتاة مواصفات معينة تشمل تجهيزها بكامل زينتها وملابسها الفاخرة وحليها وارتدائها شال يوضع على الراس. وأن تكون ذات حسب ونسب و في غاية الجمال وتتمتع بقدر عالٍ من الشجاعة والجرأة، المعرفة برجال قبيلتها وألقابهم لكي تقوم بدورها في التشجيع والتحفيز وتمدح في مواطن المدح بل يجب أن تعرف فرسان خصوم قبيلتها. كما يتطلب منها إجادة فن الحداء وامتلاكها للشعر الطويل، كما يصنع مركب العطفة من ريش النعام الأسود والخيزران ويشترط على الجمل أن يكون أوضح اللون وهادىء الطباع وتوضع قطعة من الذهب على أنفه.
وفيها يقول الشاعر:

### من المشاركات في العطفة:
- رقية بنت ابن زويمل، وقد رفض زوجها مشاركتها بسبب طفلها الذي لم يبلغ أربعين يومًا، فاتجهت رقية إلى إخوتها وأصرت عليهم أن يصطحبونها معهم ثم وافقوا أمام إصرارها.
- حصة بنت هذال البرازي الجحيشي الأسلمي الشمري. وكانت عُطفة البرازي في عدة وقائع منها معركة الصريف وقد قتل خمسة من إخوتها وأبناء عمومتها من المسؤولين عن حمايتها.
- مضاوي بنت الحميدي الدويش والتي استطاعت اقناع زوجها ابن ربيعان ووالده شيخ قبيلة عتيبة لتكون عُطفة الحرب في كون طلال 1290هـ/ 1873م.[ملاحظة 2]
- غضيبة بنت هذال البرازي الجحيشي الأسلمي الشمري.[11]
- منيرة بنت سلطان بن هندي، عطفة عتيبة في وقعة عروا. قال الشاعر فيها:[12] قلة ترى ربعه على الدرب نتيان   يوم العزاوي عند عطفة منيرة
- وضحا بنت ابن نقادان المري وقد كانت عطفة قبيلة المرة في الصريف.[11]
- نوير بنت مدلول الحودلة وكانت عطفة ابن طوالة في عدة مواجهات، قال عنها أحد شعراء شمر: وحنا صفقنا سربة الدوشانمع الشعيب مجودلةومنهم جدعنا تسعة الفرسانلعيون بنت الحودلة
- رداح الهاجرية زوجة الفارس والشاعر ناصر بن عمر بن هادي أحد شيوخ قحطاح، كانت عُطفة في وقعة أميلاح وقيل فيها:[13]ما حط فوق الزمل من قشنا طاحولا شحني كود صيحة رداحي
- العمارية زوجة كنعان الطيار، ساهمت زغاريدها برفع همة وحماس زوجها لهزيمة أعداء أغاروا على إبله، بالرغم أنه كان لوحده في مواجهتهم، وقال فيها:[14]

### من المشاركات في العمارية
- جميلة بنت ابن هذال، في مواجهة بين العمارات وبين الرولة وولد علي من عنزه عام 1207هـ/ 1793م، استطاع أحد فرسان قبيلة الرولة الوصول إلى جمل العطفة وقطع ساقه مما جعل جميلة بنت ابن هذال تسقط على الأرض وتطعن نفسها كي لا تقع بالأسر على يد الفارس الرويلي.[15]
- سكر بنت الحميدي الهذال. كانت عطفة الهذال في عدد من الوقعات الكبيرة لقبيلتها، تزوجت من الشيخ الدريعي الشعلان.
- عبطا بنت بنية الجربا، وقد شاركت في وقائع حربية كثيرة مثل مناخ بصالة عام 1238هـ/ 1822م، مناخ السبيخة عام 1239هـ/ 1823م.[16]
- حصة بنت الحميدي الهذال.
- قمرا بنت محماس بن قويد الدوسري.[17]
- موضي الدحملية.
- سبها بنت ابن سند.
- دليما بنت لهيم الوهبي الأسلمي. من آل أبي دغيم من ظنا وهب بطن الأسلم من قبيلة شمر، شاركت في معركة جراب، ولهيلم. والدها كان عقيدًا وفارسًا وقائدًا.

## حروب شاركت فيها المرأة العربية
- يوم ذي قار.[4]
- يوم التحالق أو تحلاق اللمم[18] (أحد أيام حرب البسوس).
- يوم حضرة الوادي.[19]
- يوم أحد.[ملاحظة 3]
- غزوة الخندق.
- مرج الصفر. وفيه قتلت أم حكيم بنت الحارث بن هشام القرشية المخزومية سبعة من الروم بعمود الفسطاط.[20]
- معركة كربلاء، شهدت المعركة سكينة بنت الحسين، لتعود بعدها إلى موطنها بعد مقتل والدها.[21]
- معركة الصريف.
- معركة الشنانة. وقد وصف جاك بونوا المعركة قائلًا: فإذا سقط أحد الأتراك منهوكًا على جانب الطريق، انقضت عليه نساء قبيلة الدواسر للإجهاز عليه وقتله.[22]
- وقعة عروا.
- وقعة أميلاح.
- وقعة منفخ الكير.
- مناخ[ملاحظة 4] بصالة 1238هـ/ 1822م.
- مناخ السبيخة 1239هـ/ 1823م.
- مناخ الرضيمة 1238هـ/ 1823م.
- وقعتا الوفرة وملح 1276هـ/ 1860م.
- وقعة عويند الثانية 1288هـ/ 1871م.
- كون طلال 1290هـ/ 1873م.
- مناخ دخنة 1295هـ/ 1878م.
- مناخ الحرملية 1309هـ/ 1891م.
- مناخ عرجا 1313هـ/ 1895م.
- معركة بقعاء 1257هـ/ 1841م.
- معركة الجميمة 1328هـ/ 1910م.
- معركة جراب 1333هـ/ 1915م.[23]
- معركة الجوف 1338هـ/ 1919م. ما بين إمارة آل رشيد وقبيلة الرولة والشرارات والحويطات.

## المساهمة الطبية
ورثت الصحابية رفيدة الأسلمية علم الطب من والدها سعد الأسلمي وعُرفت بدورها في تطبيب جرحى جيوش الأنصار والمهاجرين خلال الغزوات. أورد أصحاب الصحاح أن النبي كان يغزو بعدة صحابيات كالربيع بنت معوذ وأم عطية الأنصارية لمداواة الجرحى وصنع الطعام وسقاية الماء وإعاده الجرحى والقتلى إلى المدينة النبوية.
ذكر المستكشف الإيطالي كارلو غوارماني في كتابه «نجد الشمالي» دور نساء قبيلة عتيبة في معالجة الجرحى خلال معركة حربية جرت للقبيلة عام 1846م الموافق 1280هـ، قائلًا: صرفت أنات الجرحى تركيزي والذين أتوا لتلقي بعض العون، وكن ينخينهم للعودة إلى القتال في حالة استطاعتهم، استخدمن التراب والرماد لإيقاف الدم النازف من جراحهم، وبعدها يضمدن الجراح بالعصائب.
امتهنت نساء من قبائل منطقة الرياض الطب وقمن بعلاج مصابي الحروب، منهم مزنة بنت بداع بن سليمان البداح والدة اللواء عبدالله ابن محمد البطي والتي عالجت مصابي معركة جراب عام 1333هـ الموافق 1915م والتي جرت ما بين جيش الملك عبدالعزيز وابن رشيد. بعد انتهاء المعركة، تراجع جيش الملك عبدالعزيز إلى الزلفي فقامت نسائها المتطببات بعلاج المصابين، ومن المصابين ماجد بن محمد بن خثيلة من قبيلة عتيبة وقد تعاهدت مزنة البداح على علاجه عدة أشهر حتى بُرىء.

## قيادة الحرب
تتطلب قيادة الحرب رباطة جأش وحنكة وحسن القيادة، توفرت هذه الخصائص لدى العديد من العربيات، منهن:
- غالية بنت عبد الرحمن بن سلطان من آل كلش من فخذ الرماثين من قبيلة البدارا من البقوم.[28] ورثت من أبيها ثروة طائلة وأموالًا كثيرة دعمت بها جيش البقوم وذلك للدفاع عن ديار قومها ومعتقدهم الديني. خلال المعركة فتحت مخازن الأسلحة والمئونة للبقوم وقامت توزع ذلك المال وتحث الشباب على مقاتلة العثمانيين.[29][30][31] وقد اشتهرت في أنحاء البلاد بعد انتصارها على مصطفى بك بقيادة طوسون باشا وعابدين بك الذين قاموا بغزو تربة عام 1229هـ، توفي زوجها في بداية المعركة إلا أنها أخفت خبر وفاته وبدأت بإصدار الأوامر للجيش حتى انتصر البقوم.[32][33] ذُكرت غالية البقمية فيالسياق التعليمي في المملكة ضمن منهج الصف السادس الابتدائي من مادة الدراسات الاجتماعية والمواطنة الفصل الدراسي الأول من عام 1441هـ، 2019م.[34]

## إصدارات
- كتاب غالية البقمية - حياتها ودورها في مقاومة حملة محمد علي باشا على تربة، دلال بنت مخلد الحربي.
- معجم أعلام النساء في المملكة العربية السعودية.

## هوامش
1. ↑  الأوضح هي إحدى درجات ألوان الإبل المغاتير.
2. ↑  مورد ماء وقعت فيه معركة بين قوات الإمام سعود الفيصل وقبيلة عتيبة بقيادة مسلط بن ربيعان عام 1290هـ/ 1873م وانتهت بانتصار قبيلة عتيبة.
3. ↑  شاركت حينها نساء قريش في المعركة بهدف التحريض واستنهاض همتهم أمام المهاجرين والأنصار. كما انضمت عدة نساء إلى معسكر الأنصار والمهاجرين بهدف مداواة الجرحى كحمنة بنت جحش وفاطمة ابنه النبي وزوجته عائشة بنت أبي بكر.
4. ↑  تشير كلمة المناخ إلى أناخت الإبل، عندما تقرر قبيلة الاستحواذ على أراضي قبيلة أخرى أو للثأر، ترحل كل قطعانها وخيامها ونساء قبيلتها وتعسكر بالقرب من معسكر العدو, يمتد المناخ لشهر أو شهرين مع عدة معارك مستمر حتى تنتصر إحدى القبيلتين أو يعقد صلح سلام بينهما.